# ميلان ريستوفسكي
ميلان ريستوفسكي (1 مارس 1989 بإسكوبية في جمهورية مقدونيا - ) هو لاعب كرة قدم مقدوني في مركز الهجوم. لعب مع نادي تتكس.

## وصلات خارجية
- ميلان ريستوفسكي على موقع اتحاد تركيا (لاعب) (الإنجليزية)
- ميلان ريستوفسكي على موقع قاعدة بيانات كرة القدم.إي يو (الإنجليزية)